# Франкоканађани
Франкоканађани (фр. Canadiens français), или Француски Канађани (фр. Franco-Canadiens), етничка су група која води порекло од француских колониста који су се настањивали у Канади од 17. века надаље. Данас Франкоканађани чине главну франкофону популацију Канаде – 22% укупне популације.
У 18. веку колонисти из франкофоне Канаде су колонизовали територије широм Северне Америке. Франкоканађани углавном воде порекло из западних регија Француске.
Данас Франкоканађани живе широм Северне Америке, али већина их је у Квебеку. Франкоканађани, рачунајући и оне који се не служе више француским језиком, су друга највећа етничка група у Канади после Канађана енглеског порекла.
Нису сви франкофони Канађани франкоканадског порекла јер француски говорници у Канади су и веће имигрантске заједнице других франкофоних земаља, као што су: Хаити, Камерун, Алжир, Тунис или Вијетнам. Такође, нису сви Франкоканађани франкофони јер знатан број људи франкоканадског порекла су изворни говорници енглеског језика.

## Квебек
Они који су француског или франкоканадског порекла и подржавају аутономију Квебека сматрају термин канадски Французи архаичним, чак и погрдним.
Акадијци (становници Атлантске Канаде) који живе у покрајинама: Њу Брансвик, Острво Принца Едварда и Нова Шкотска представљају засебну франкофону културу. Њихова култура и историја се развијала независно од франкоканадске културе Квебека у време када поменуте покрајине нису биле у саставу данашње Канаде. Од Акадијаца се издвајају две мање групе: Брејони који настањују округ Мадаваска на северозападу покрајине Њу Брансвик и Шијаци који су присутни највише у околини града Монктон. У Атлантској Канади постоји и мала заједница франко-Њуфаундлендера.
Ван Квебека и Њу Брансвика највише Франкоканађана има у покрајини Онтарио (негде око 700000); настањују претежно североисток и крајњи исток покрајине а порекло им је тесно везано за Квебечане (Франкоонтаријци заправо представљају колонијалне досељенике који су остали западно од границе са Квебеком након поделе старе Канаде на Онтарио и Квебек). Западно од Онтарија већина франкофоног становништва представља досељенике који су се током 19. века досељавали због посла у пољопривреди и шумарству. Највише их има у Манитоби а нешто мање у Алберти и Саскачевану и на крају у Британској Колумбији. По територијама Јукон и на Северозападу Французи су присутни у врло малим бројевима, а нема их у Нунавуту.
Сједињене Државе
Половином 18. века франкоканадски истраживачи и колонисти су колонизовали: данашњу Луизијану, Мисисипи, Мисури, Илиноис, Висконсин, Индијану, Охајо, север државе Њујорк, горње полуострво Мичигена, као и околину Детроита. Основали су градове као што су: Њу Орлеанс и Сент Луис, као и села у долини реке Мисисипи. У периоду између 1840. и 1930. Франкоканађани су емигрирали у знатном броју из Канаде у Сједињене Државе, и то у гранична подручја и индустријализоване делове Нове Енглеске. Франкоканадске заједнице у САД су дуж границе са Квебеком у Мејну, Вермонту, Њу Хемпширу, али и у јужнијим државама: Масачусетсу, Роуд Ајланду и Конектикату. Постоји такође и бројнија заједница Франкоканађана на Флориди.
Седам милиона становника у Канади и 2,4 милиона у САД се изјашњавају као Франкоканађани. У Канади 85% Франкоканађана живи у Квебеку. Већина градова ове покрајине је саграђена и насељена током француске колонијалне владавине. Процењује се да 70-75% становништва Квебека води порекло од француских пионира из 17. и 18. века.
Још увек има припадника Метиса (аутохтоног народа у Северној Америци) који причају језиком мишиф, мешавином језика аутохтоних племена, француског и других европских језика.

## Језик
Приближно 31% канадског становништва су француски изворни говорници, а 25% је франкофоног порекла.
Од 1968. француски језик је један од два службена језика Канаде. Једини је званични језик у Квебеку.
Франкофоно становништво које живи у канадским покрајинама (осим Квебека) ужива права мањинских језика обухваћена Канадским законом из 1969. и Уставом из 1982. На покрајинском нивоу, Њу Брансвик је прогласио француски језик службеним. Све три канадске територије су прогласиле француски једним од службених језика, поред енглеског и локалних аутохтоних језика. Покрајина Онтарио је донела Закон о употреби француског језика у државним службама који обавезује општине које имају најмање 5000 франкофона (ако је у питању град) или 10% франкофоног становништва (ако је у питању рурална општина) да нуде услуге јавних служби и на француском језику.
Љиљан је франкоканадски хералдички мотив.

## Религија
Краљевина Француска је забрањивала некатоличке насеобине у Новој Француској од 1629. надаље, па су стога скоро сви канадски досељеници из Француске били католици.

## Историја
Прве трајне европске насеобине у Канади основане због трговине крзном биле су Порт Ројал 1605. и Квебек 1608. 
Британци су добили Акадију (касније преименована у Нову Шкотску) Споразумом у Утрехту 1713. Године 1755. – почетком Француског и индијанског рата, Британци и британски Американци из Масачусетса су починили оно што историчар Џон Мек Фарагер назива први геноцидом – уништавањем Акадије и депортовањем 75% њеног становништва у друге британске колоније и Француску. Део популације који је био депортован у јужне колоније близу француске Луизијане развијао је своју културу Кажун. Изузев Акадије, Франкоканађани су делимично избегли овакву судбину захваљујући капитулацији која их је начинила британским субјектом.